# Buenos Aires E-Prix
Der Buenos Aires E-Prix ist ein Automobilrennen der FIA-Formel-E-Meisterschaft in Buenos Aires, Argentinien. Es wurde erstmals 2015 ausgetragen. Der Buenos Aires ePrix 2015 war das vierte Formel-E-Rennen.

## Geschichte
Für den Buenos Aires E-Prix wurde ein temporärer Rundkurs auf öffentlichen Straßen im Stadtviertel Puerto Madero angelegt.
António Félix da Costa gewann das erste Rennen vor Nicolas Prost und Nelson Piquet jr. Die zweite Ausgabe gewann Sam Bird vor Lucas di Grassi und Sébastien Buemi. 2017 gewann dann Buemi vor Jean-Éric Vergne und di Grassi.

## Ergebnisse
| Auflage | Jahr    | Strecke      | Sieger                                     | Zweiter                                     | Dritter                                         | Pole-Position                               | Schnellste Runde                                 |
| ------- | ------- | ------------ | ------------------------------------------ | ------------------------------------------- | ----------------------------------------------- | ------------------------------------------- | ------------------------------------------------ |
| 1       | 2014/15 | Buenos Aires | António Félix da Costa (Amlin Aguri)       | Nicolas Prost (Team e.dams Renault)         | Nelson Piquet jr. (China Racing Formula E Team) | Sébastien Buemi (Team e.dams Renault)       | Sam Bird (Virgin Racing Formula E Team)          |
| 2       | 2015/16 | Buenos Aires | Sam Bird (DS Virgin Racing Formula E Team) | Lucas di Grassi (ABT Schaeffler Audi Sport) | Sébastien Buemi (Renault e.dams)                | Sam Bird (DS Virgin Racing Formula E Team)  | Jérôme D’Ambrosio (Dragon Racing Formula E Team) |
| 3       | 2016/17 | Buenos Aires | Sébastien Buemi (Renault e.dams)           | Jean-Éric Vergne (Techeetah Formula E Team) | Lucas di Grassi (ABT Schaeffler Audi Sport)     | Lucas di Grassi (ABT Schaeffler Audi Sport) | Felix Rosenqvist (Mahindra Racing)               |